# Rhinosimus lederi
Rhinosimus lederi es una especie de coleóptero de la familia Salpingidae.

## Distribución geográfica
Habita en Circasia (Rusia).